# Maulique
Maulique es un núcleo de población disperso del municipio de Toril, en la provincia de Cáceres, Comunidad Autónoma de Extremadura (España). Se encuentra en la ribera del río Tiétar, sobre la dehesa del mismo nombre. Sus habitantes se dedican exclusivamente a las faenas agrícolas.
- Datos: Q6006803